# Medulla oblongata

Hjärnstammen i tvärsnitt (sagittalsnitt), med medulla oblongata längst ner i markerade området.

Indelning av hjärnlober under embryonala delen av utvecklingen hos ryggradsdjur. Medulla oblongata stammar från myelencephalon, som är en del av rhombencephalon.

Medulla oblongata, eller förlängda märgen, är en del av bakhjärnan, och utgör den mest inferiora (nedersta) delen av hjärnstammen. Området utvecklas i fostret från myelencephalon, som är en del av rhombencephalon. 
Ovanför förlängda märgen finns hjärnbryggan (pons), som är en omkopplingstation för ingående och utgående nerver till storhjärnan, telencephalon. På dess ventrala yta finner man två tydliga upphöjningar på vardera sida om mittlinjen. En inre kallad pyramiden, som kontrollerar nervsignaler som styr avancerade viljestyrda rörelser i bl.a. handen och fingrarna, samt oliven, som sitter lateralt om pyramiden. Oliven hanterar nervbanor mellan storhjärnans bark och lillhjärnan, och är viktig för att justera rörelser och vid inlärning av avancerade rörelseprogram.  I medulla oblongata finns solitärkärnan som deltar i regleringen av  autonoma nervsystemet genom att projicera till andra delar av hjärnan, såsom amygdala, hypotalamus och talamus, samt tar emot signaler från mekanoreceptorer, kemoreceptorer och baroreceptorer.
I medulla oblongata finns det ena av två andningscentrum (det andra finns i intilliggande hjärnbryggan). Den viljestyrda andningen regleras av medulla oblongata, liksom den normala andningsfrekvensen i vila. Andningsfrekvensen styrs i vila framför allt av reflexer från medulla oblongata att inandas. Regleringen av utandningen är mera passiv.
I förlängda märgen finns det rikligt med nervkärnor, och den är också utgångsplats för kranialnerv 6 till 12.
Mycket tyder på att oxytocinerga nervceller projicerar från paraventrikulära nucleus i hypotalamus mot medulla oblongata. Det är i så fall troligt att denna projicering kan förklara gäspning fysiologiskt (det finns dock konkurrerande förklaringsmodeller). Endokrint sett regleras autonoma nervsystemet, kardiovaskulära systemet och respirationssystemet i stor utsträckning av noradrenalinerg aktivitet i medulla oblongata, samt styr en del av vätske- och elektrolytbalansen och reglerar tillstånd som hypernatremi.
Sjukdomar i medulla oblongata innefattar bulbar myelit, bulbar paralys, bulbar ataxi, och bulbar poliomyelit.